# Hans Georg Benda

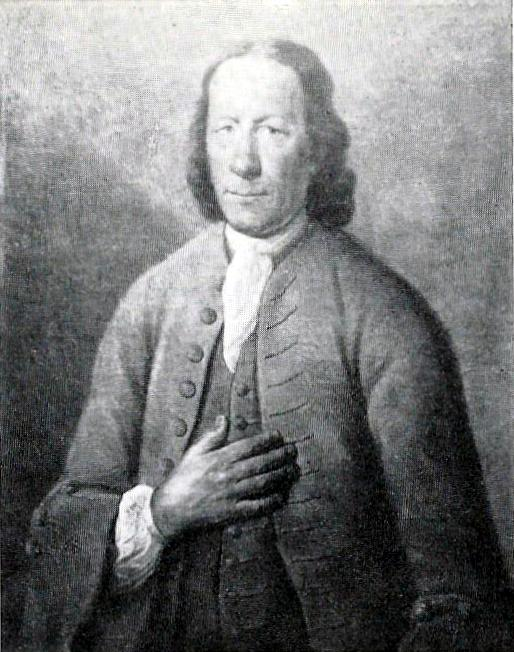
Hans Georg Benda, ca. 1742, unbekannter Maler

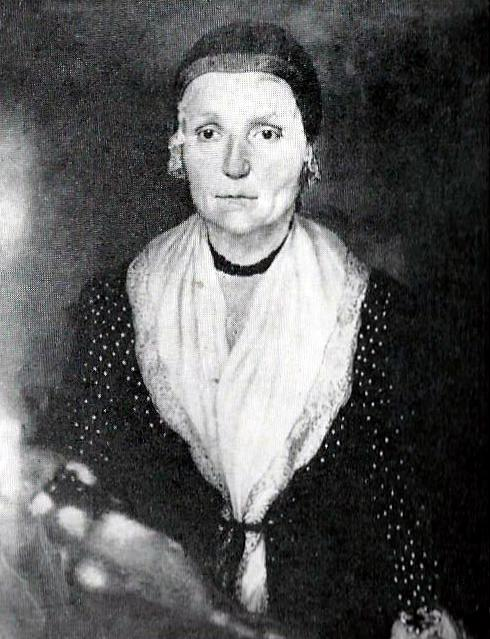
Dorothea Brixi, ca. 1742, unbekannter Maler

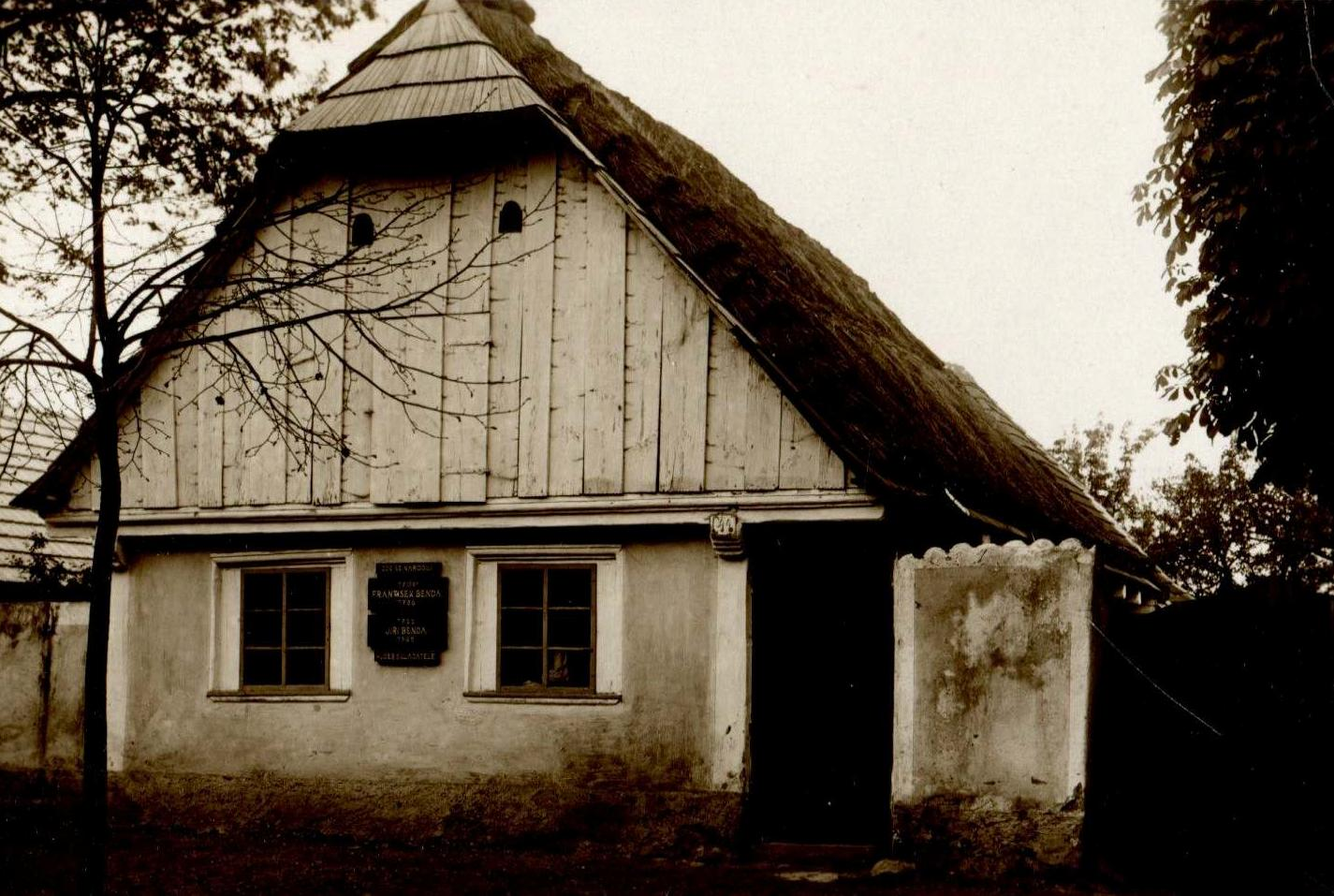
Elternhaus Musikerfamilie Benda, erbaut 1706/07

Hans Georg Benda (auch Johann Georg Benda und Jan Jiří Benda; * 25. April 1686; † 4. Dezember 1757 in Potsdam) war ein böhmischer Leineweber und Musiker in Alt-Benatek an der Iser sowie der Stammvater der Musikerfamilie Benda.

## Leben
Hans Georg Benda war mit Dorothea Brixi verheiratet, Tochter des Dorfkantors Heinrich Brixi in Skalsko. Ihre Kinder waren die Hofmusiker Franz Benda (1709–1786), Johann Georg Benda (1713–1752), Georg Benda (1722–1795) und Joseph Benda (1724–1804) sowie die Hofsängerin Anna Franziska Benda (1728–1781), verheiratete Hattasch, und der Leineweber Viktor Benda (1719–1762).